# Abassia Fodil
Abassia Fodil, née le 1er mars 1918 à Sidi Bel Abbès, en Algérie française et morte le 2 février 1962  à Oran, est une secrétaire régionale algérienne du Parti communiste algérien (PCA) à Oran et une dirigeante du mouvement féministe algérien.
De 1943 jusqu'à l'interdiction de l'organisation en 1954, Fodil est l'une des dirigeantes de l'Union des femmes d'Algérie. L'organisation s'est principalement attachée à résoudre les problèmes socio-économiques de l'après-guerre et a soutenu les efforts de lutte contre la guerre et l'indépendance de l'Algérie. Elle siège au comité exécutif de la Fédération démocratique internationale des femmes (FDIF) et fait partie de la délégation de membres de la Fédération qui enquête sur les crimes de guerre en Corée du Nord en 1951. Elle et son mari sont assassinés en 1962.

## Biographie

### Jeunesse et formation
Abassia Dali-Ahmed naît le 1er mars 1918 à Sidi Bel Abbès, en Algérie française.[réf. nécessaire]

### Vie privée
Elle épouse Mustapha Fodil, un dirigeant du Parti communiste algérien (PCA), avec qui elle a deux enfants.

### Engagement militant
Fodil est la secrétaire régionale du comité central du Parti communiste algérien à Oran et responsable des questions relatives aux femmes, y compris l'éducation, la santé et la protection sociale,. Oran était l'un des rares districts où le parti communiste comptait une majorité de membres musulmans. Outre Fodil, Leïla Mekki, Kheira et Yamina Nouar étaient des militantes musulmanes impliquées dans le parti à Oran. En général, les communistes ne soulevaient pas la question des droits des femmes pour éviter de perdre le soutien des nationalistes qui s'opposaient à ce que les femmes sortent de leur rôle traditionnel. Fodil reconnaît que les apparences sont importantes pour son travail au sein du parti et est pragmatique quant à savoir si son public s'attend à ce qu'elle porte le haïk traditionnel ou une robe européenne.
En 1944, l'Union des femmes d’Algérie (UFA), organisation féminine dite « de masse », est créée en tant qu'auxiliaire féminine du Parti communiste algérien (PCA),. Les objectifs de l'organisation avant 1946 sont de créer des réseaux avec d'autres femmes et de participer à la lutte pour la libération et la reconstruction de la France, ainsi que de travailler activement contre le fascisme. Ses membres sont principalement des femmes européennes, mais Fodil fait partie des dirigeantes musulmanes de l'organisation,. L'organisation s'est affiliée à la Fédération démocratique internationale des femmes (FDIF) et ses premières activités se concentrent sur la lutte contre la cherté de la vie et pour l'égalité des salaires. À l'époque, les mauvaises récoltes et les pénuries de produits manufacturés entraînent une hausse des prix des denrées alimentaires. Les militants font également campagne pour que les femmes musulmanes obtiennent le droit de vote, la législation de 1944 n'accordant ce droit qu'aux femmes non musulmanes et aux hommes musulmans. Comme le groupe s'aligne de plus en plus sur les objectifs anticoloniaux après 1946, de nombreux membres européens non communistes le quittent et davantage de femmes musulmanes le rejoignent. Fodil est chargée d'organiser les activités de l'Union des femmes d'Algérie à Oran et d'y recruter des membres. Elle planifie des manifestations contre la guerre d'Indochine et organise des grèves de dockers et d'ouvriers agricoles dans la wilaya de Tlemcen.

#### Délégation en Corée du Nord
Fodil est choisie pour représenter l'Algérie, aux côtés de 21 femmes de 18 pays membres de la WIDF qui sont envoyées pour enquêter sur les conditions de vie en Corée du Nord en 1951, pendant la guerre de Corée,. La délégation visite la capitale Pyongyang et d'autres lieux dévastés par la guerre, tels que Huichon, Kanggye, Nampo, Sinuiju et Wonsan. Lors d’un meeting tenu dans un abri souterrain à Sinuiju, Fodil apporte la voix des algériennes aux femmes coréennes présentes :

« [Elle leur] apporte le salut du peuple algérien. Je leur dis que, bien que leur pays soit à des milliers de kilomètres du nôtre, nous pensons constamment à son peuple, que nos manifestations se font au cri de « La Corée aux Coréens ! ». »

Les femmes rassemblent des données décrivant méticuleusement les affirmations du gouvernement coréen selon lesquelles des crimes de guerre, tels que la destruction des réserves alimentaires et des logements, l'utilisation d'armes interdites et la torture de civils, sont commis par les forces du Commandement des Nations unies en Corée et les bombardements de la Force aérienne des États-Unis. Fodil note :

« 3500 blessés ne pouvaient trouver asile dans les trois hôpitaux, détruits eux aussi. Sur dix-sept écoles primaires, une seule subsistait à notre départ de Corée. »

La délégation rédige un rapport intitulé Nous accusons ! qui est traduit en chinois, en coréen, en anglais, en allemand et en espagnol. Le Département d'État des États-Unis et le United States Women's Bureau (en) (WB) s’inquiètent des accusations contenues dans le rapport, ce qui conduit l'Association internationale des juristes démocrates (AIJD) à mener une enquête plus approfondie. Inquiet de la perception de l'opinion publique de ses activités de guerre, le gouvernement américain se livre à une campagne de dénigrement des auteurs et mène des actions secrètes de la CIA pour discréditer le WIDF et ses enquêteurs.
La visite de Fodil est documentée pendant son voyage et à son retour par une série d’articles, de témoignages et de photos au titre de « J'ai vu la Corée martyre » dans le journal Alger républicain au cours de l'été 1951.

#### Congrès de la WIDF de 1953
En 1953, Fodil participe au troisième congrès de la WIDF à Copenhague et retrouve huit des femmes parties en Corée du Nord avec elle. Elle est élue membre du conseil exécutif de la WIDF. Lors du congrès, les femmes font part de leurs observations en Corée du Nord et Fodil les informe que son mari est en prison et qu'elle fait de la couture pour subvenir aux besoins de leurs enfants. À l'époque, les membres du parti communiste sont arrêtés, déchus de leurs fonctions officielles et désarmés car les autorités coloniales françaises craignent l'expansion soviétique et le Front de libération nationale (FLN) n'approuve pas le pluripartisme. L'année suivante, l'Union des femmes d’Algérie est interdite par le gouvernement français et en 1955, le Parti communiste algérien est dissous par le gouvernement.

### Mort
Fodil et son mari sont assassinés le 2 février 1962 par l'Organisation armée secrète (OAS) à la clinique Front de Mer de Hassan Lazreg à Oran,,. Mustapha est dans sa chambre lorsque, à 10 h 45, des hommes armés attaquent à la mitraillette la chambre de la clinique et lui tirent dessus, il meurt immédiatement. Abassia est dans la chambre également lorsque des hommes font irruption. En quittant les lieux, les assaillants jettent des grenades derrière eux. Abassia est grièvement blessée et transportée dans un hôpital voisin où elle décède quelques heures plus tard.
Assia Djebar, romancière et l'une des premières femmes algériennes à écrire sur le terrorisme à Oran, tant lors des attentats de 1962 pendant la quête d'indépendance de l'Algérie vis-à-vis de la France que pendant la guerre civile algérienne de 1992, a décrit leur mort dans son ouvrage Oran, langue morte.